# Luigi Scevola
Luigi Scevola (Brescia, 1770 – Milano, 1818) è stato un drammaturgo italiano.

## Biografia
Amico dell'adolescente Ugo Foscolo, che lo scelse come dedicatario di alcune delle sue prime composizioni poetiche, fu ordinato sacerdote ed iniziò nel 1791 la sua esperienza di professore, quale insegnante di « rettorica » nel bresciano collegio Falsina. Nella città natale entrò inoltre a far parte sei anni più tardi del locale Comitato di Pubblica Istruzione, istituzione di orientamento democratico. Insegnò quindi letteratura italiana nel Patrio liceo, e sempre a Brescia fu segretario dell'Accademia di scienze ed arti, prima del trasferimento a Bologna, dove divenne vice-bibliotecario del prestigioso ateneo felsineo (1807-1815).
Le sue idee filo-muratiane lo costrinsero a riparare a Milano, dove visse gli ultimi anni di vita, fondando l'Accademia dei Concordi, destinata ad effimera durata.
Poeta e prosatore, è ricordato in primo luogo come autore di tragedie, imitatore di Alfieri e Foscolo. Scrisse le tragedie Socrate (1803), Annibale in Bitinia (1805), Priamo alla tenda di Achille (1806), Giulietta e Romeo (da cui Felice Romani trarrà il libretto per l'opera lirica omonima di Nicola Vaccaj), Saffo (1814), Aristodemo ed Erode, tutte rispettose delle unità aristoteliche. Godette di un buon successo presso i contemporanei.
Massone, fu membro della loggia di Brescia Amalia Augusta.